# Thánh Vịnh 136
Thánh Vịnh 136 (bản Hy Lạp đánh số 135) là bài thánh vịnh thứ 136 trong Kinh Thánh Hebrew. Đây là một bài tạ ơn, thường được gọi là "lời kinh Hallel vĩ đại".